# Mylantria orestes
Mylantria orestes är en fjärilsart som beskrevs av Druce 1887. Mylantria orestes ingår i släktet Mylantria och familjen tofsspinnare. Inga underarter finns listade i Catalogue of Life.